# Coeducació

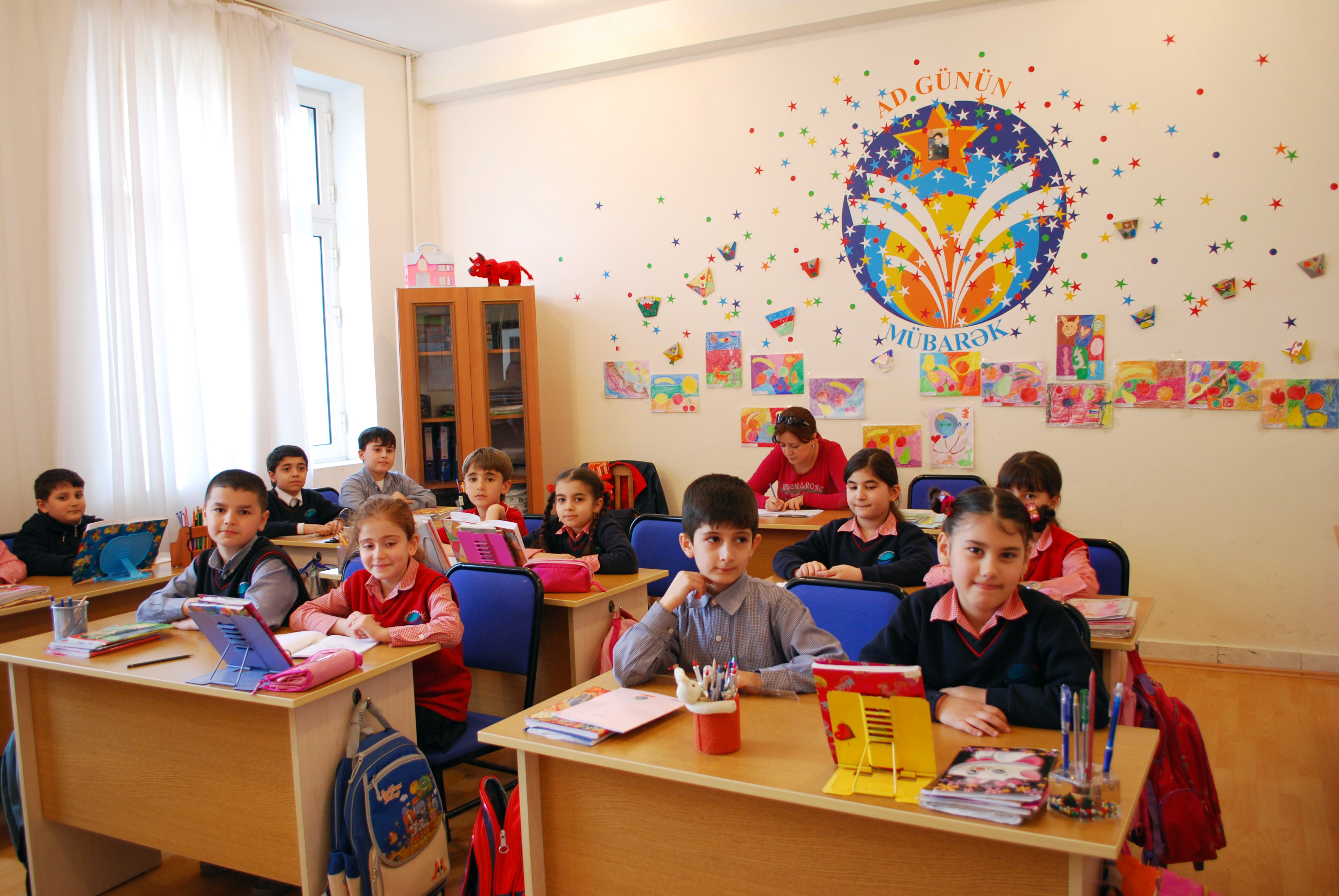
Escola de primària amb nens i nenes

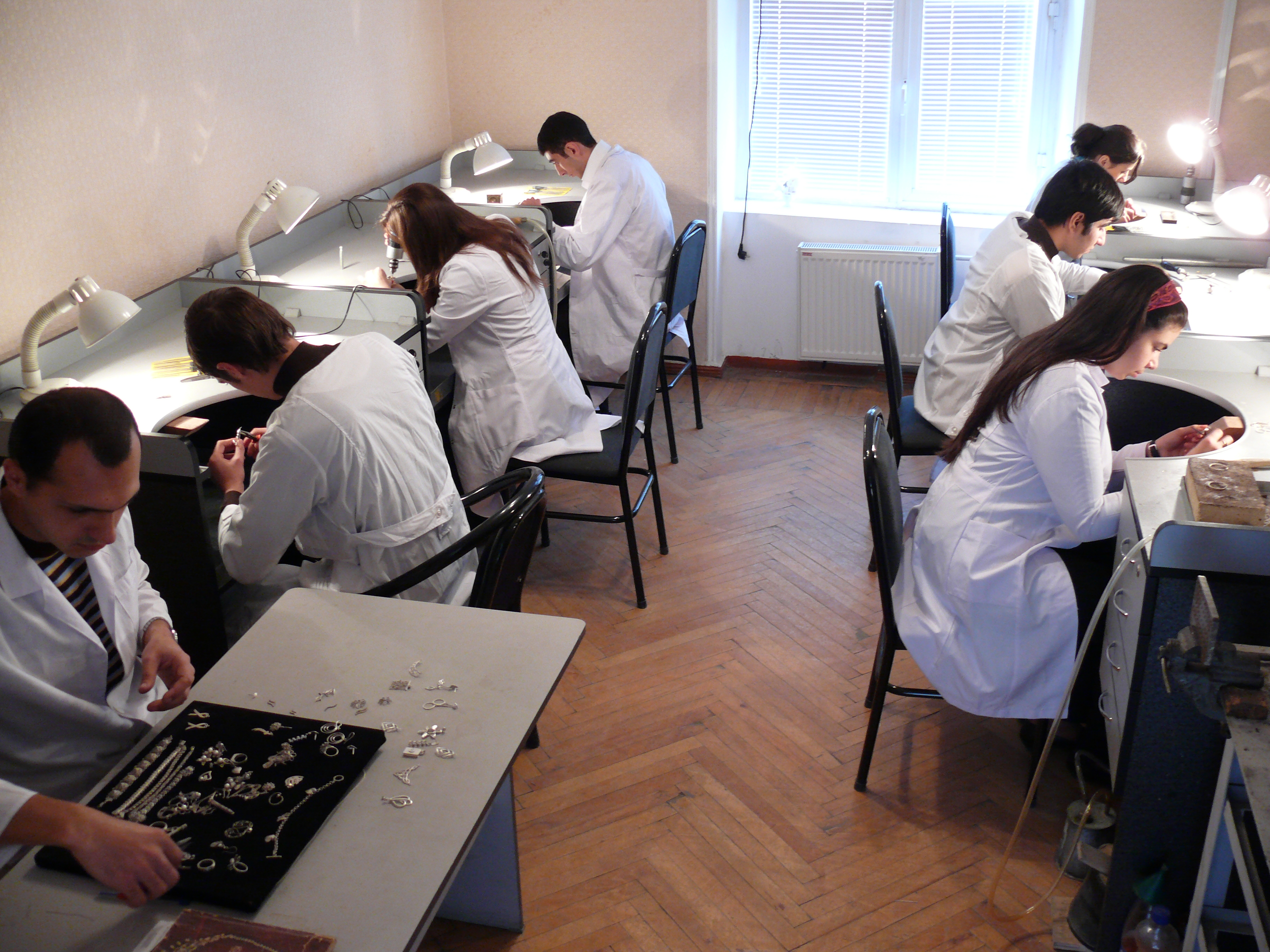
Classe de pràctiques a una universitat

La coeducació és una metodologia educativa que té com a objectiu fer disminuir tant com sigui possible els efectes i conseqüències d'una educació sexista sobre els nens i les nenes. Implica que no hi hagi segregació escolar per sexes i a més que el material utilitzat, com ara les contribucions "oblidades" de les dones a la cultura i el coneixement i també les formulacions de problemes matemàtics o de les il·lustracions que acompanyen els exercicis, no contribueixin a crear diferents expectatives per a homes i dones.
La coeducació neix de la pedagogia feminista i inclou el principi d'equivalència, substituint el d'igualtat. Així, no es tracta d'educar les nenes com si fossin nens ni perquè les dones siguin com els homes, sinó de donar a nens i nenes una visió del món que compti amb les dones com a ciutadanes, no com a ciutadans, més enllà d'estereotips, terres enganxosos i sostres de vidre. Els valors, les actituds, els currículums i les pràctiques tenen un enfocament integral de gènere, suprimint algunes visions androcèntriques i canviant-les per panoràmiques interculturals que integrin, entre d'altres, la visió de les dones, que són la meitat de la població.
Implica l'educació d'ambdós sexes en comú i s'oposa a l'educació diferenciada. A diferència de l'escola mixta, on existeix igualtat formal però no necessàriament real entre els dos sexes, en l'escola coeducativa "la comunitat escolar reconeix l'existència de la jerarquia del model masculí sobre el femení i el professorat està disposat a intervenir per corregir aquesta jerarquia".

## Història

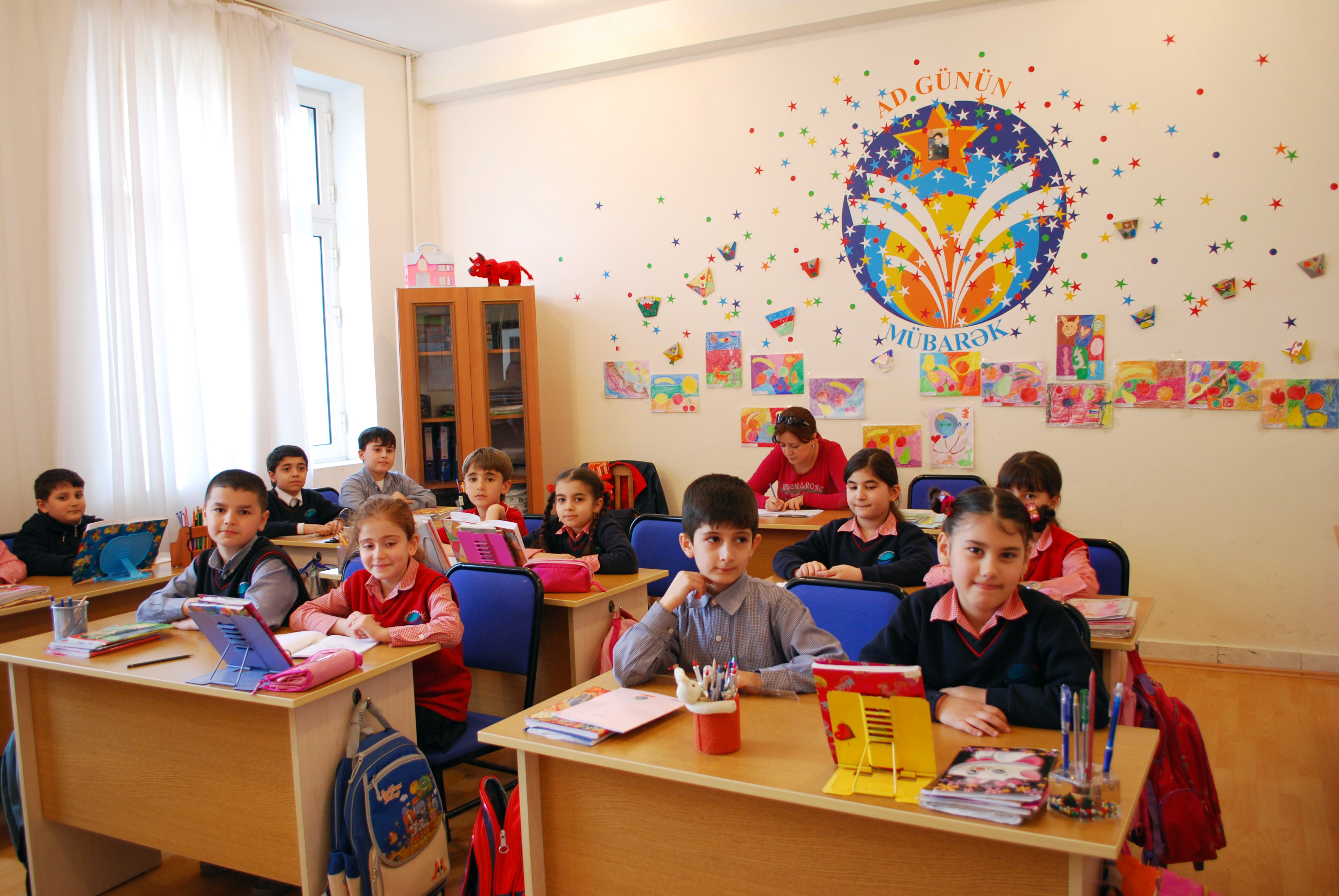
Escola de primària amb nens i nenes

Per començar a parlar de coeducació ens hem de remuntar a les últimes dècades del segle xix als Estats Units. Arran de diversos tipus de transformacions en diferents àmbits, el moviment pedagògic de l'escola nova comença a agafar força. L'Escola Nova va suposar una revolució en el camp de l'ensenyament perquè pretenia una ruptura amb el sistema pedagògic tradicional vigent. Segons l'Institut Europeu d'Educació el terme Escola Nova "no es refereix a un únic tipus de sistema didàctic, sinó a tot un conjunt de principis que es contraposen a l'escola tradicional. Això caracteritza a un moviment renovador heterogeni amb una gran diversitat de corrents". Alguns dels autors més destacats d'aquest moviment són: Montessori, Decroly, Cousinet i Freilet.
Veient que els nord-americans tendien a crear esferes separades per a homes i dones, finalment es va acabar instaurant un sistema educatiu que reunia les dues esferes. D'aquesta manera, si bé és cert que va ser una dinàmica que es va establir al món educatiu, però que també va tenir influència en altres àmbits culturals.
A Catalunya, les primeres escoles de primària amb metodologia de coeducació, no únicament mixtes, van ser permeses durant el bienni progressista de la segona república. Ja aleshores es diferenciava l'escola a la qual accedien nens i nenes, de vegades per qüestions de pressupost, de les que a més tenien el mateix programa educatiu per a uns i altres. Durant la guerra civil espanyola, la Generalitat de Catalunya va establir la coeducació com a norma general, sent l'única vegada a la història d'Espanya en què això ha ocorregut. Hi havia dos tipus d'escola coeducactiva, un al qual els nens i les nenes aprenien el mateix i un altre en el que les nenes, a més, tenien altres assignatures que els permetessin portar l'economia d'una llar, per exemple.
Per tant, es pot establir que Catalunya, durant aquells anys, fou pionera a desenvolupar una ensenyança igualitària entre nens i nenes. Tot i així, l'any 1939 es va derogar la coeducació a Catalunya i a la resta d'Espanya i s'implantà el mateix sistema educatiu basat en la separació de sexes. És a dir, una educació tradicional basada en la submissió i obediència de les dones. Així se'ls tornà a inculcar la necessitat de ser bones mares, esposes, se'ls ensenyava a cosir, a com portar una casa, com atendre bé al futur marit, etc. Això va suposar un pas enrere en l'educació basada en la igualtat entre nens i nenes que s'impulsà a principis de segle. Al finalitzar el Franquisme, l'any 1970 la nova llei d'educació establia el mateix sistema educatiu per a nois i noies i es tornà a l'escola mixta.
- Els orígens de la igualtat a les aules:
L'any 1990, amb la LOGSE, la coeducació passa a ser un contingut curricular, perquè "permet avançar en la lluita contra la discriminació i la desigualtat; siguin aquestes per raons de naixement, raça, sexe, religió o opinió, tinguin un origen familiar o social o s'arrosseguin tradicionalment (...) pot i ha de convertir-se en un element decisiu per a la superació dels estereotips socials assimilats a la diferenciació per sexes, començant per la mateixa construcció i ús del llenguatge".
Des de llavors, no hi ha hagut canvis significatius entorn d'aquest concepte, malgrat que a la Llei Orgànica d'Educació del 2006 s'hi expressa la voluntat de seguir perseguint “la formació en el respecte dels drets i llibertats fonamentals i de la igualtat efectiva d'oportunitats entre homes i dones, el reconeixement de la diversitat afectivosexual, així com la valoració crítica de les desigualtats, que permeti superar els comportaments sexistes”.

## Metodologia a les aules
Abans d'explicar com s'aplica actualment la coeducació a les aules cal contextualitzar-la dins del sistema educatiu, la Conselleria d'Educació, Cultura i Esport de la Comunitat Valenciana (2019) determina que “la coeducació no serà una assignatura aïllada, afegida a la resta de matèries, sinó que anirà immersa en el currículum en tots els aspectes de la programació: objectius, continguts, materials, espais, etc”.
Segons Sánchez i Rizos (2006) els estils d'ensenyament poc concordes amb un enfocament coeducador “són aquells que estan basats en la imposició dels punts de vista dels educadors/as com els únics encertats”. Les mateixes autores afirmen que existeixen línies metodològiques coeducadores que “són aquelles que parteixen de l'anàlisi crítica de la realitat i de les idees prèvies de l'alumnat, que aborden els problemes relacionats amb la desigualtat sexual partint de situacions compartides a l'aula i el centre, que concedeixen un paper especialment participatiu a nens i nenes en l'elaboració i discussió de normes i valors que regulen la vida social, que presten una especial atenció a l'ambient de l'aula i a la seva organització, que promouen la cooperació, etc”.
Finalment, segons la proposta metodològica sobre coeducació del Ministeri d'Educació, Cultura i Esport del Govern d’Espanya (2015) les activitats per a treballar la coeducació a l'aula és divideixen en dos tipus:
• Activitats puntuals: aquelles activitats que es duen a terme en dies assenyalats (8 de març, 25 de novembre, Dia de la Pau, etc.) i que tenen un caràcter efímer. És important que totes aquestes celebracions es facin sense perdre de vista la perspectiva de gènere, incloent-hi, per a això, activitats que sensibilitzin sobre el principi d'igualtat entre dones i homes. Altres activitats puntuals són la celebració de xerrades temàtiques, tallers i gimcanes coeducadores, etc.
• Activitats transversals: aquelles activitats que tenen com a objectiu la integració de la perspectiva de gènere i el principi d'igualtat entre dones i homes en tots els àmbits del centre educatiu, des dels departaments docents fins als òrgans de gestió del centre educatiu. Es tracta d'educar sense perdre de vista el principi d'igualtat, introduint, en totes les actuacions i ensenyaments, activitats que compensin tradicional inferioritat de les dones respecte dels homes. Alguns exemples d'activitats transversals serien la visibilització de figures de dones rellevants en les matèries curriculars.

## Dinàmiques i tècniques de coeducació
Algunes de les dinàmiques o tècniques que s'utilitzen en la coeducació:
- Discussió dirigida o debat: Consisteix a discutir sobre un tema entre tots els membres del grup.[6]
- Estudi de casos: s'explica una situació concreta (real o fictícia) on l'alumnat ha d'analitzar i reflexionar sobre les causes, factors... de la situació. A més a més pot ser en grups grans o menuts.[6]
- Role playing: representació en aula d'una situació perquè prenguin consciència i comprenguin millor la situació.[6]
- Compromís:experiències de transferència d'aprenentatges adquirits en el grup a la vida familiar.[6]
- Pati escolar: es tracta d'un estudi per part dels/les alumnes del seu propi comportament al pati.[12]
- Pluja d'idees:Recollir idees front a una problema en particular posant en joc la imaginació i la creativitat.[13]
- Phillips 6x6: Es tracta d'un debat en grups de 6 on hi ha un moderador, el qual s'encarrega de controlar el debat, i un secretari que apunta les conclusions del debat. A partir de les conclusions de tots es fa un breu debat general entre tots els membres del grup.[13]
- La bola calenta: Afavoreix la presentació inicial d'un grup, provocant que tots els membres participen i fomenta un clima propici en un grup.[13]
- Pati de veïns: afavoreix el coneixement i l'afirmació de l'alumnat a través d'un joc de cartolines.[13]
- El tovalló: a través d'un feix de tovallons de colors (roig, blanc i blau) treballar amb l'alumnat els llenguatges no verbals de la comunicació, la comunicació afectiva i afavorir la relació i confiança.[13]
- Pescar amb les mans: l'alumnat es tapa els ulls i amb silenci ha de buscar per l'aula les mans dels companys. Es treballa la comunicació oral-auditiva per evitar els prejudicis visuals.[13]